# Arenihalacarus imamurai
Arenihalacarus imamurai is een mijtensoort uit de familie van de Halacaridae. De wetenschappelijke naam van de soort is voor het eerst geldig gepubliceerd in 1991 door Abé.